# Glühmost
Der Glühmost ist ein meist alkoholhaltiges Heißgetränk. Er wird aus Most hergestellt. Beliebt ist dieses Getränk vor allem in der Vorweihnachtszeit. Es wird hauptsächlich in Österreich und Süddeutschland getrunken. In der Schweiz kennt man dieses Getränk als alkoholfrei, welches aus trübem Apfelsaft hergestellt wird
Die Herstellung von Glühmost ähnelt der Herstellung von Glühwein: Man fügt dem Most (meist wird dazu Apfelmost verwendet) Zimtstangen, Gewürznelke, Zitronenscheiben und Sternanis hinzu. Alles zusammen wird dann erhitzt, aber keinesfalls gekocht, und kann dann mit Zucker oder Honig gesüßt werden.
In manchen Regionen wird auch Birnenmost oder eine Mischung aus Birnen- und Apfelmost verwendet.